# Cò mỏ giày
Cò mỏ giày (danh pháp hai phần: Balaeniceps rex) là một loài chim thuộc họ Balaenicipitidae. Cò mỏ giày tạo thành họ đơn loài Balaenicipitidae, thường được đặt trong bộ Ciconiiformes truyền thống, nhưng thực tế nó là dòng dõi rất khác biệt của bộ Pelecaniformes. Con chim trưởng thành cao 115–150 cm, dài 100–140 cm, sải cánh dài 230–260 cm và nặng 4–7 kg. Mỏ của nó có chiều dài trung bình 30 cm. Chim trưởng thành chủ yếu là màu xám trong khi chim chưa trưởng thành có màu nâu hơn. Nó sống ở vùng nhiệt đới phía đông châu Phi trong đầm lầy lớn từ Sudan đến Zambia.

## Sinh sản
Tính chất đơn độc của cò mỏ giày cũng thể hiện ở thói quen sinh sản của chúng. Tổ thường xuất hiện với số lượng ít hơn ba tổ trên một km vuông, không giống như diệc, cò, vạc, bồ nông chủ yếu làm tổ theo đàn. Cặp cò mỏ giày sinh sản bảo vệ mạnh mẽ lãnh thổ 2-4 km2 khỏi bị các con cò mỏ giày khác xâm lấn. Ở cực bắc và nam của phạm vi loài này, việc làm tổ bắt đầu ngay sau khi mưa kết thúc. Ở những vùng trung tâm hơn của dãy, chúng có thể làm tổ vào gần cuối mùa mưa để nở vào khoảng đầu mùa mưa năm sau. Cả chim bố và chim mẹ đều tham gia xây tổ trên giàn nổi, sau khi dọn sạch diện tích có chiều ngang khoảng 3 m. Mảng thực vật làm tổ lớn, hình phẳng thường bị ngập một phần trong nước và có thể sâu đến 3 m. Tổ có chiều rộng khoảng 1-1,7 m. Cả tổ và mảng xây tổ được làm bằng thực vật thủy sinh. Ở Sudan, những chiếc tổ dường như có thể nâng đỡ trọng lượng của một người đàn ông trưởng thành, mặc dù điều này không đúng ở Zambia. Mỗi tổ có từ một đến ba quả trứng màu trắng.
Những quả trứng có kích thước từ 80 đến 90 mm cao 56 đến 61 mm và nặng khoảng 164 g. Thời gian ấp trứng kéo dài khoảng 30 ngày. Cả chim bố và mẹ đều tích cực ấp trứng, che bóng, canh gác và cho chim non ăn, mặc dù chim mẹ có lẽ chăm chú hơn một chút. Đồ ăn được trào ra toàn bộ từ miệng chim bố mẹ vào mỏ chim non. Cò mỏ giày hiếm khi nuôi nhiều hơn một con chim non, nhưng chúng sẽ nở nhiều chim non hơn. Những con non nở sau thường chết và được dùng để "dự phòng" trong trường hợp con chim non lớn nhất chết hoặc yếu. Khoảng 105 ngày thì chim con đủ lông đủ cánh và chim non có thể bay tốt sau 112 ngày. Tuy nhiên, chúng vẫn được cho ăn có thể là một tháng hoặc hơn sau đó. Cò mỏ giày mất ba năm trước khi chúng thành thục sinh sản.
Hành vi làm tổ của cò mỏ giày là khó quan sát, do đó phải đặt camera để quan sát chúng từ xa nhằm thu thập dữ liệu hành vi.

## Hình ảnh

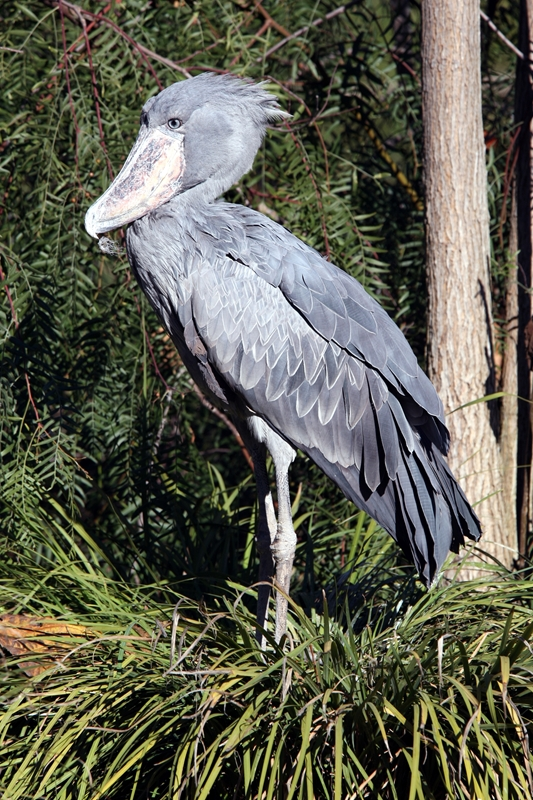
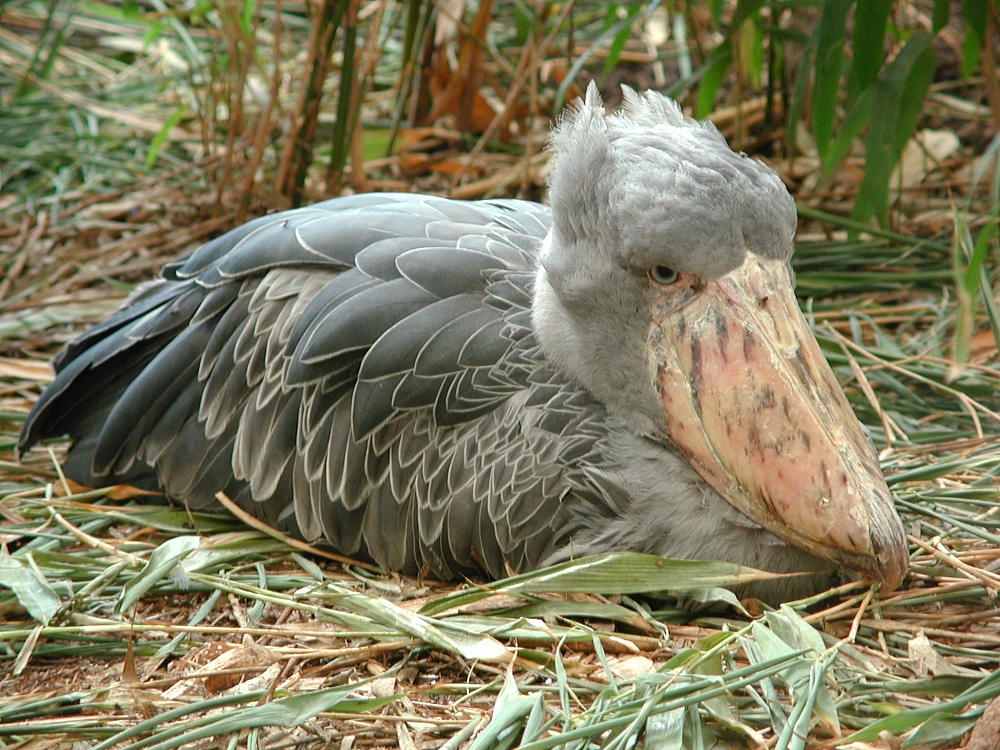
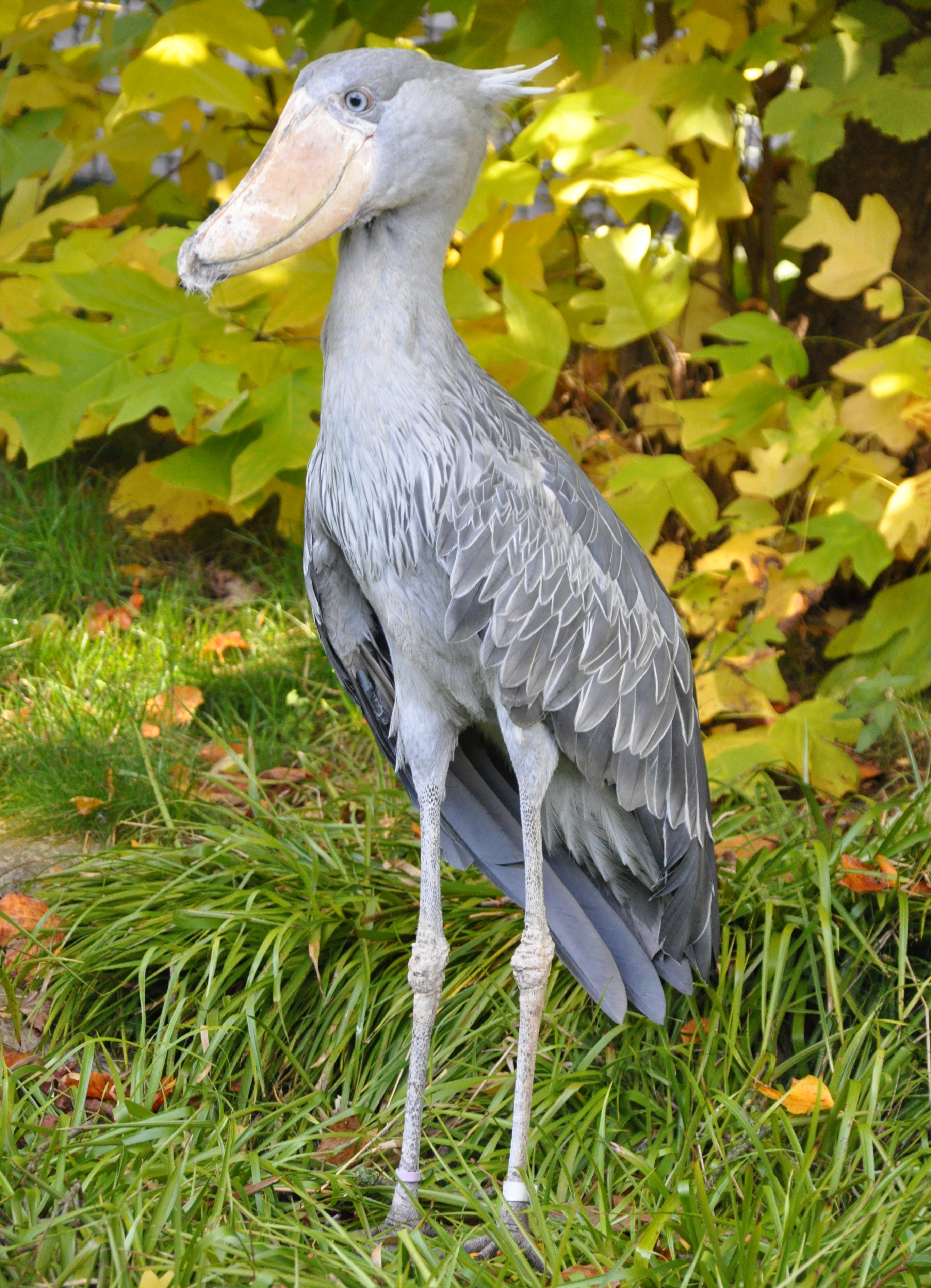
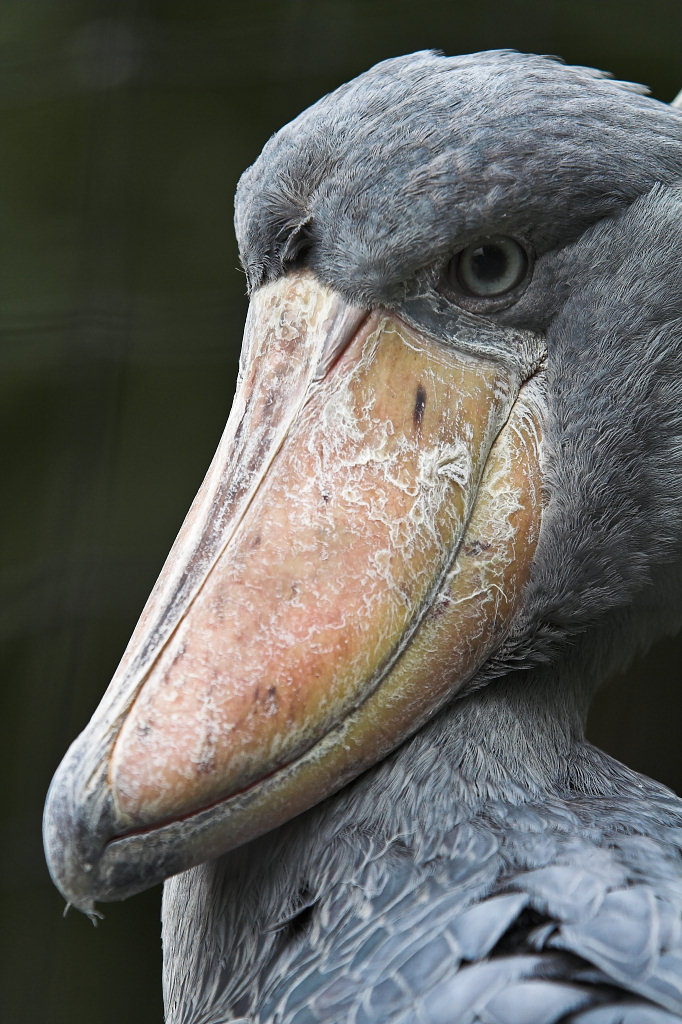
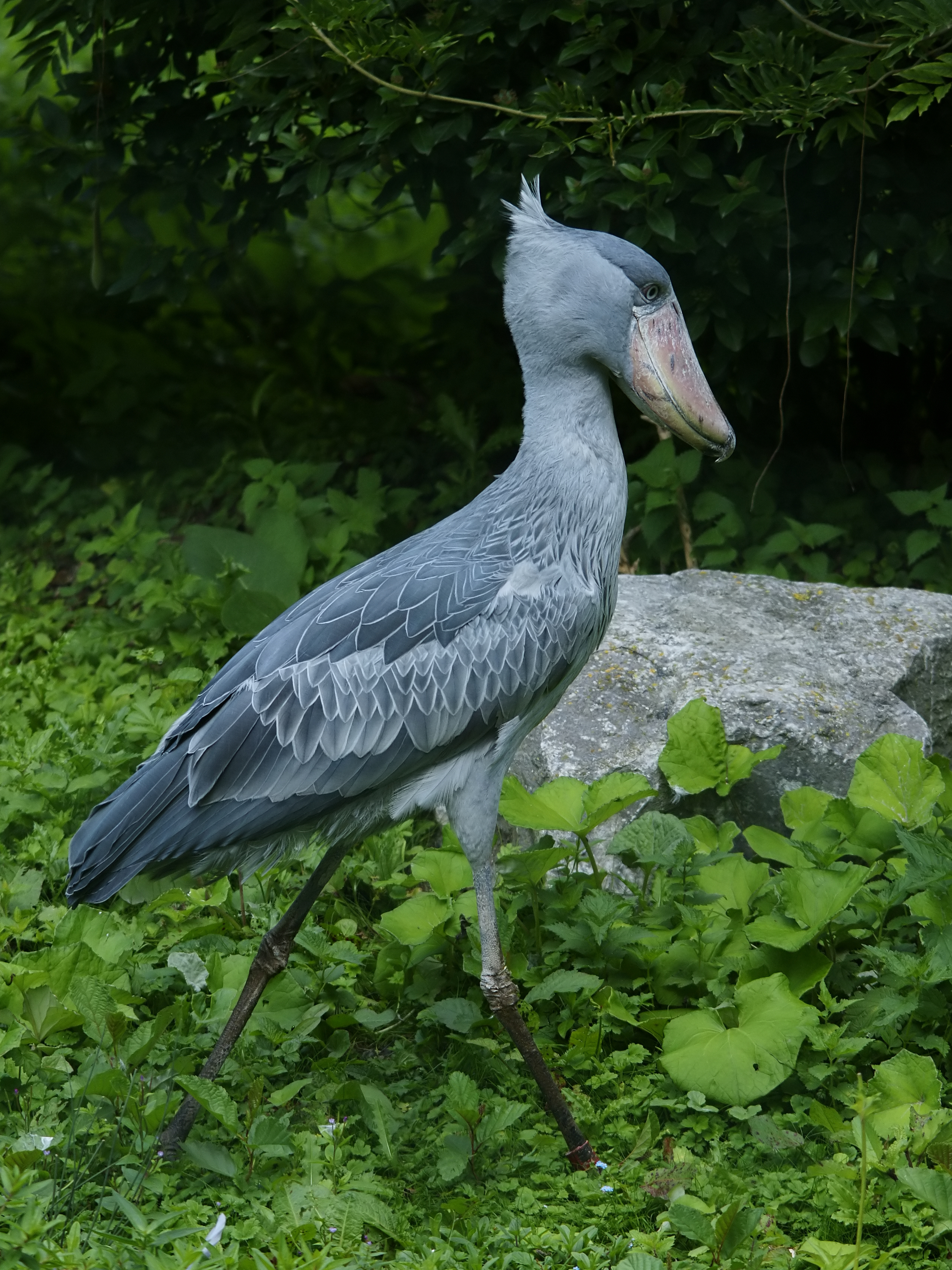
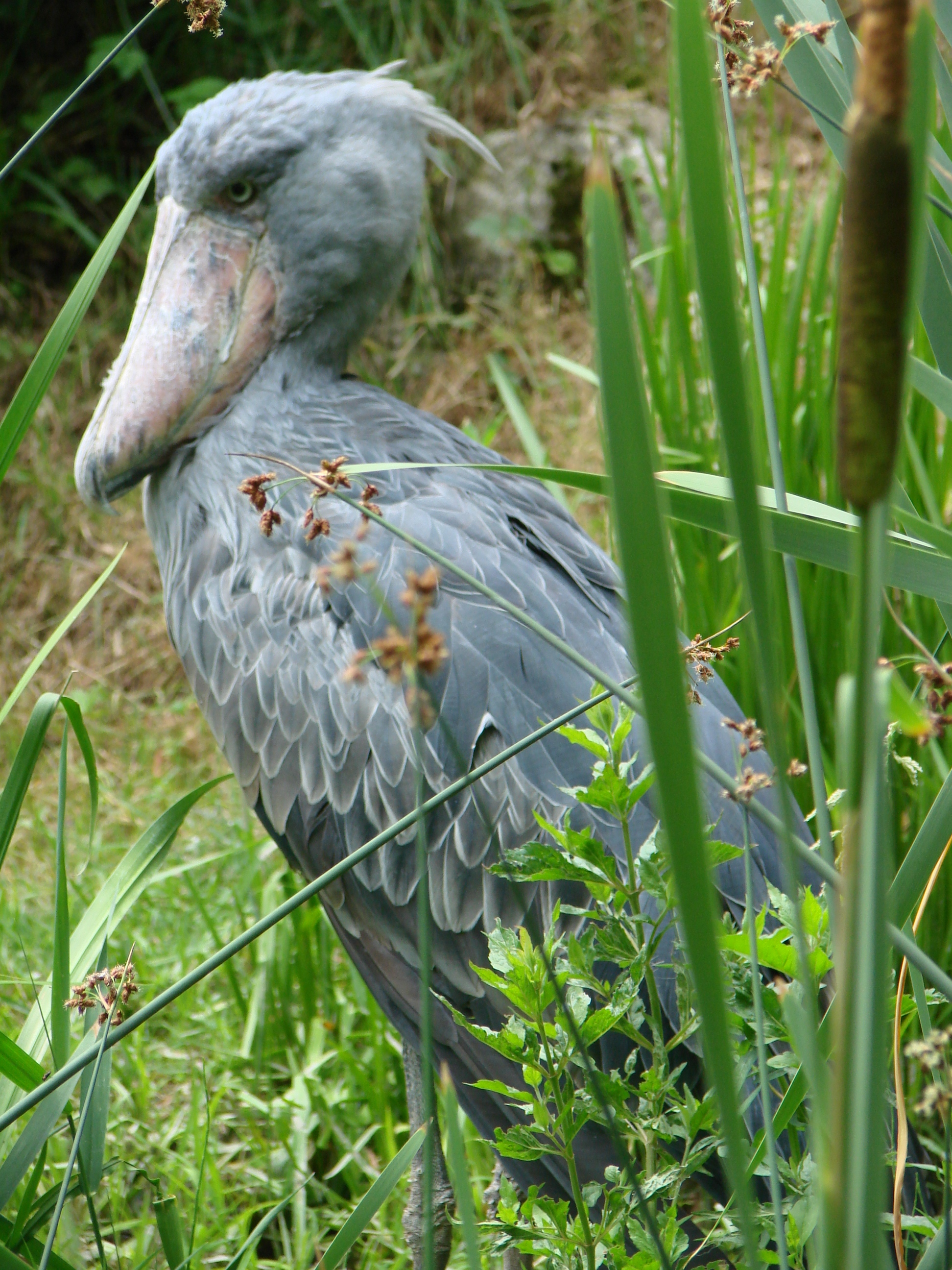
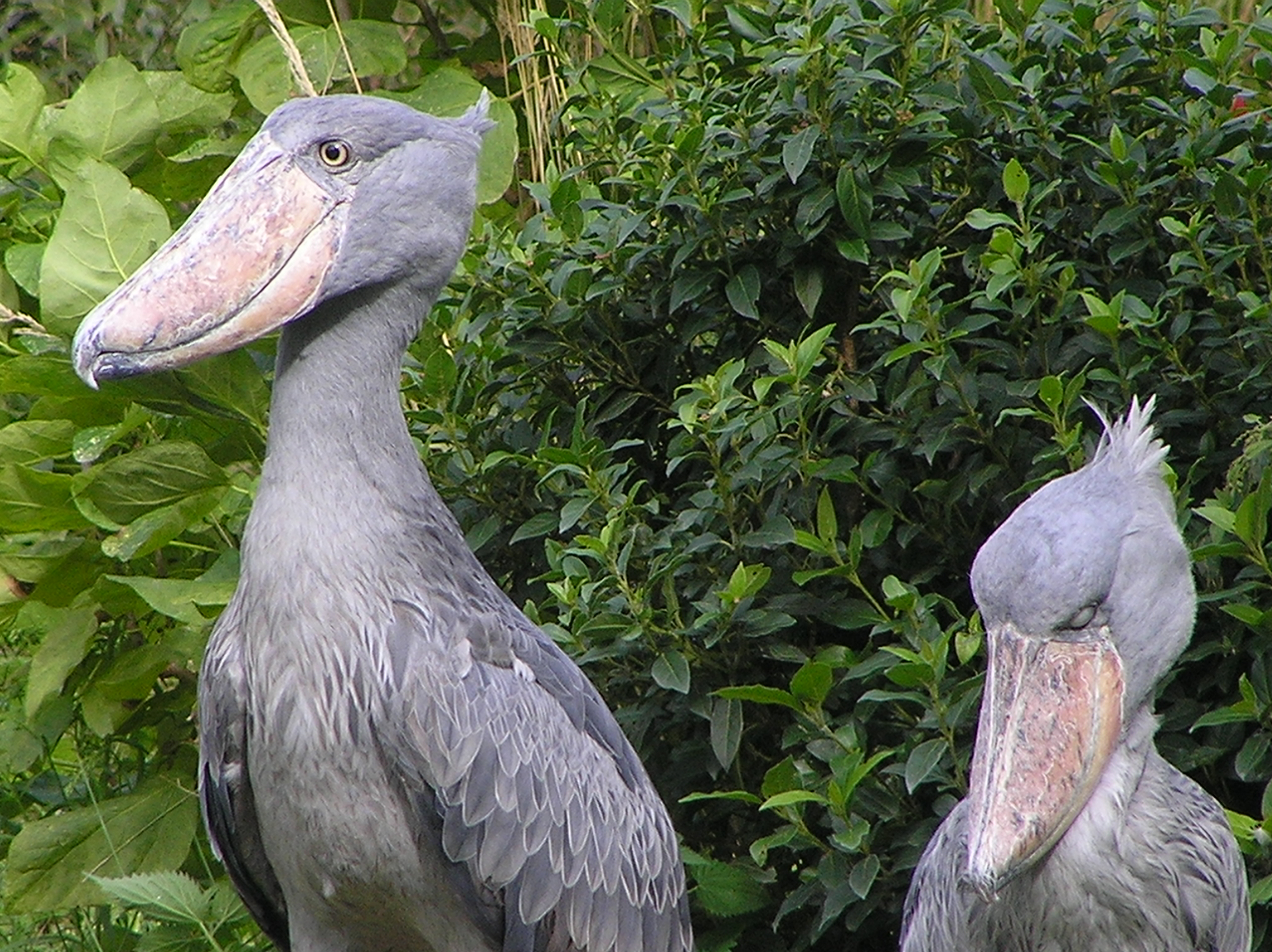